# Wandtegels en de Tachtigjarige Oorlog
De productie van Nederlandse wandtegels vangt ongeveer gelijktijdig aan met het begin van de Tachtigjarige Oorlog. De vraag naar wandtegels is in de Lage Landen ontstaan uit het gebruik van vloertegels, waarbij vooral Antwerpen in de 16e eeuw tot het vierde kwart daarvan domineerde. Ten gevolge van de uittocht naar het Noorden van kooplieden en goede handwerkslieden na de val van die stad in 1585 én de toename van de welvaart (en vraag naar tegels) verplaatst de productie zich naar steden als Middelburg, Rotterdam, Delft, Gouda en vele andere plaatsen.
In de vroege productie in Noord-Nederland zien we daarom veel stijlelementen terug uit vloer- en wandtegels uit de Zuidelijke Nederlanden, die weer waren geënt op Franse, Italiaanse en Spaanse invloeden.
Als aanvulling hierop twee opmerkingen. Ten eerste is uit archeologische vondsten toch wel komen vast te staan dat bijvoorbeeld in Utrecht al midden 16e eeuw ook gekleurde tegels werden gebakken. Ten tweede; in het algemeen begon het gebruik van wandtegels met een rij van tegels één hoog als plint tegen het optrekken van vocht van de vloer in de muur en er komen vroege plinttegels voor met een daarbij passend "plaatje".

## Kenmerken Nederlandse wandtegels
De afmetingen van de vroege en in overgrote meerderheid vierkante Nederlandse wandtegels lagen niet vast. Onder druk van tegelzetters werd rond 1590 gestandaardiseerd op zijden van 5 duim, waardoor overigens variaties bleven, onder meer omdat de duim niet overal gelijk was aan 25,4 mm. Vroege tegels zijn dik, te beter de productiemethoden te dunner de tegels werden. Tegels dunner dan 12 mm zijn na 1648 geproduceerd.
Vroege tegels zijn in meerderheid veelkleurig. Toch komt "blauw" in de zestiende eeuw of wat later ook regelmatig voor, zij het meestal in twee of meer kleuren blauw. Rond 1610 raakt Chinees porselein - blauw op een witte achtergrond - in trek en daarmee gaat de vraag naar tegels van bont naar blauw.

## Een vroege vloertegel met raakvlakken

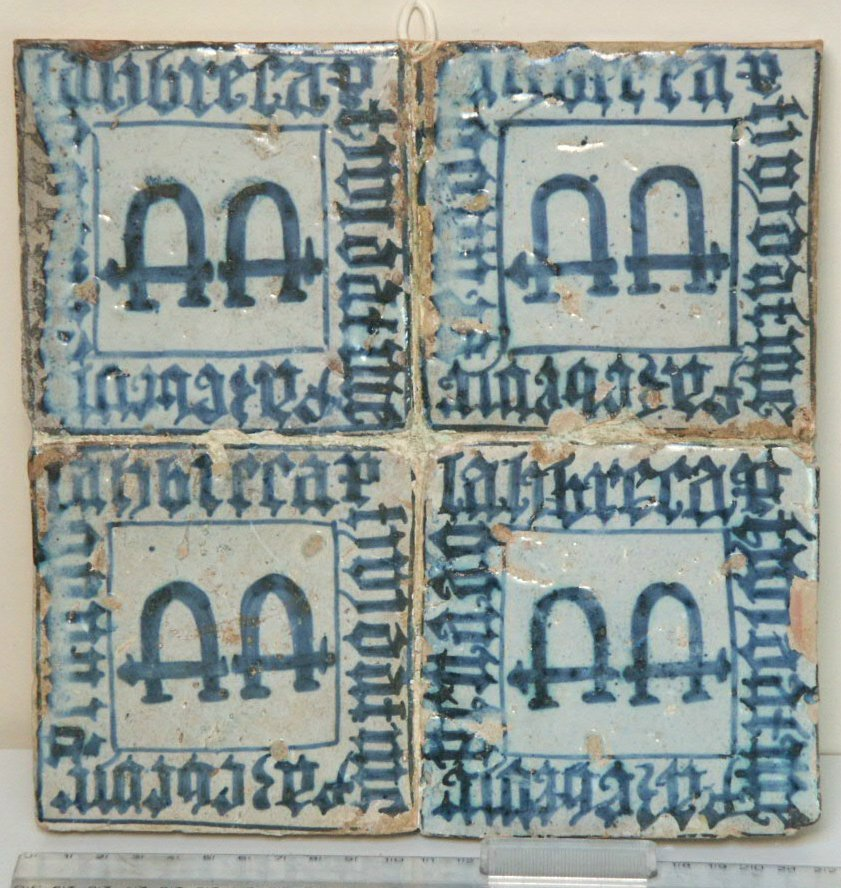
Centrale vloertegels, Manises, circa 1420

Spaanse invloeden, inquisitie mede als oorzaak van de Tachtigjarige Oorlog, joden die uit Spanje vluchten naar de Nederlanden, soms zelfs via een tussenstop in Antwerpen zijn aanleiding om 4 Spaanse vloertegels - oorspronkelijk één tegel tussen vier langwerpige plavuizen - te tonen, productie Manises bij Valencia circa 1420, aangetroffen in Toledo.
De op de tegel getoonde A's representeren voetboeien. De Gotische omtekst luidt "la libre captividat me fasse vivir penado", zoiets als "de geketende vrijheid doet mij maar met moeite leven". Deze ondanks de leeftijd vrij bekende tegel (zowel museum Boymans te Rotterdam als museum het Princessehof te Leeuwarden hebben er minstens één, bovendien was er één in 2002 in Nederland in de handel) verwijst naar de inquisitie, waarvan vooral (bekeerde) joden het onderwerp waren.

## Figuratieve tegels met Zuidelijke invloeden
Hieronder zijn enkele tegelsoorten afgebeeld, waarbij over de volle tegel, dan wel de helft, duidelijke zuidelijke figuratieve elementen zijn te herkennen.

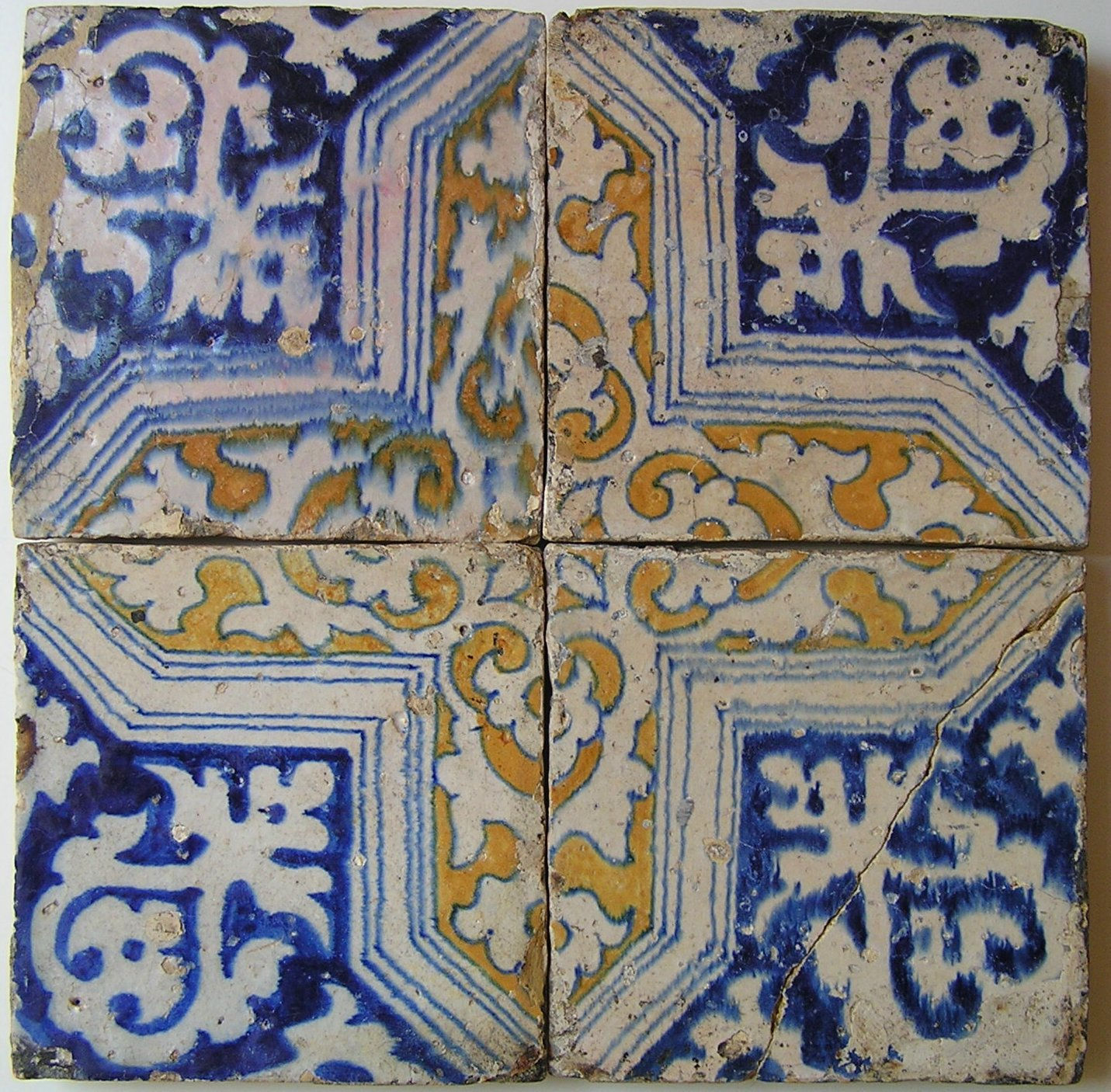
Polychroom andreaskruis, circa 1580

Als eerste een in meerdere kleuren uitgevoerd andreaskruis, circa 1580, mogelijk nog bedoeld als vloertegels en waarschijnlijk geproduceerd in Antwerpen, dik 19 mm. Deze tegels worden gecodeerd met Pluis A.01.03.25 (zie voor "code Pluis" het slot onder het hoofd Literatuur). In ieder geval is hier de relatie met vroegere figuratieve vloertegels nog duidelijk aanwezig.

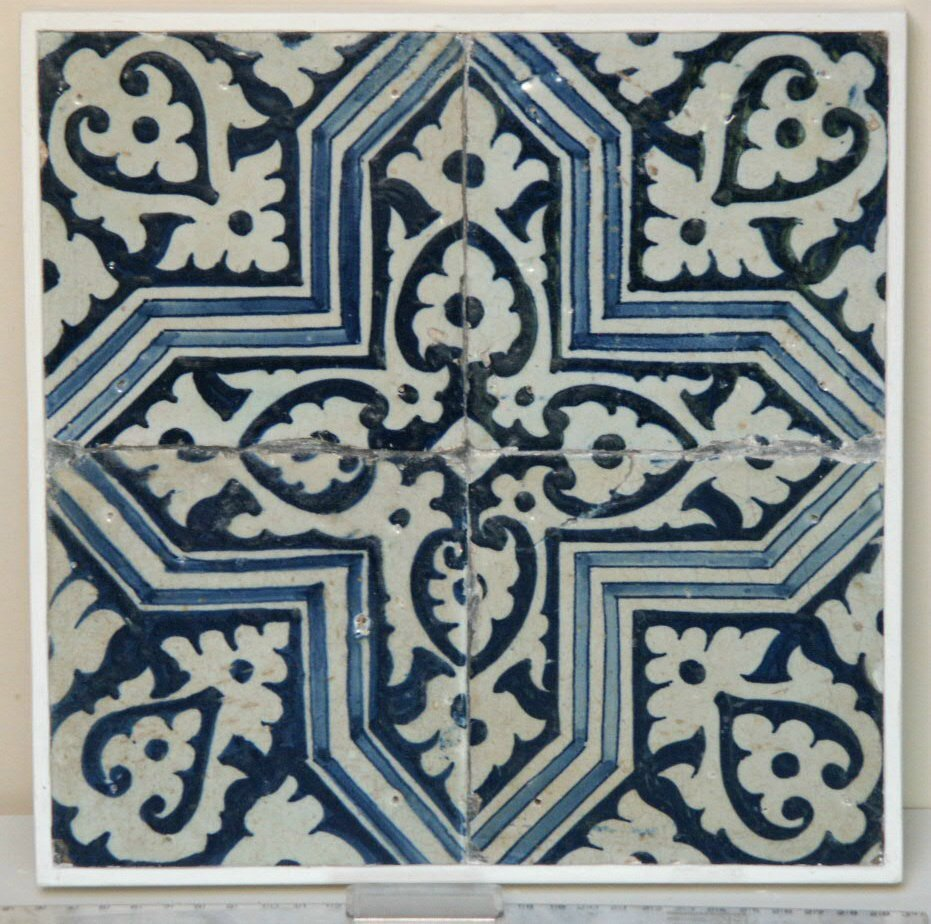
In twee kleuren blauw andreaskruis, circa 1590

Vervolgens een wat later en in twee kleuren blauw uitgevoerd andreaskruis, circa 1590, mogelijk geproduceerd in Middelburg, code Pluis A 01.03.25, qua tekening vrijwel gelijk aan het voorgaande maar een paar millimeter minder dik.

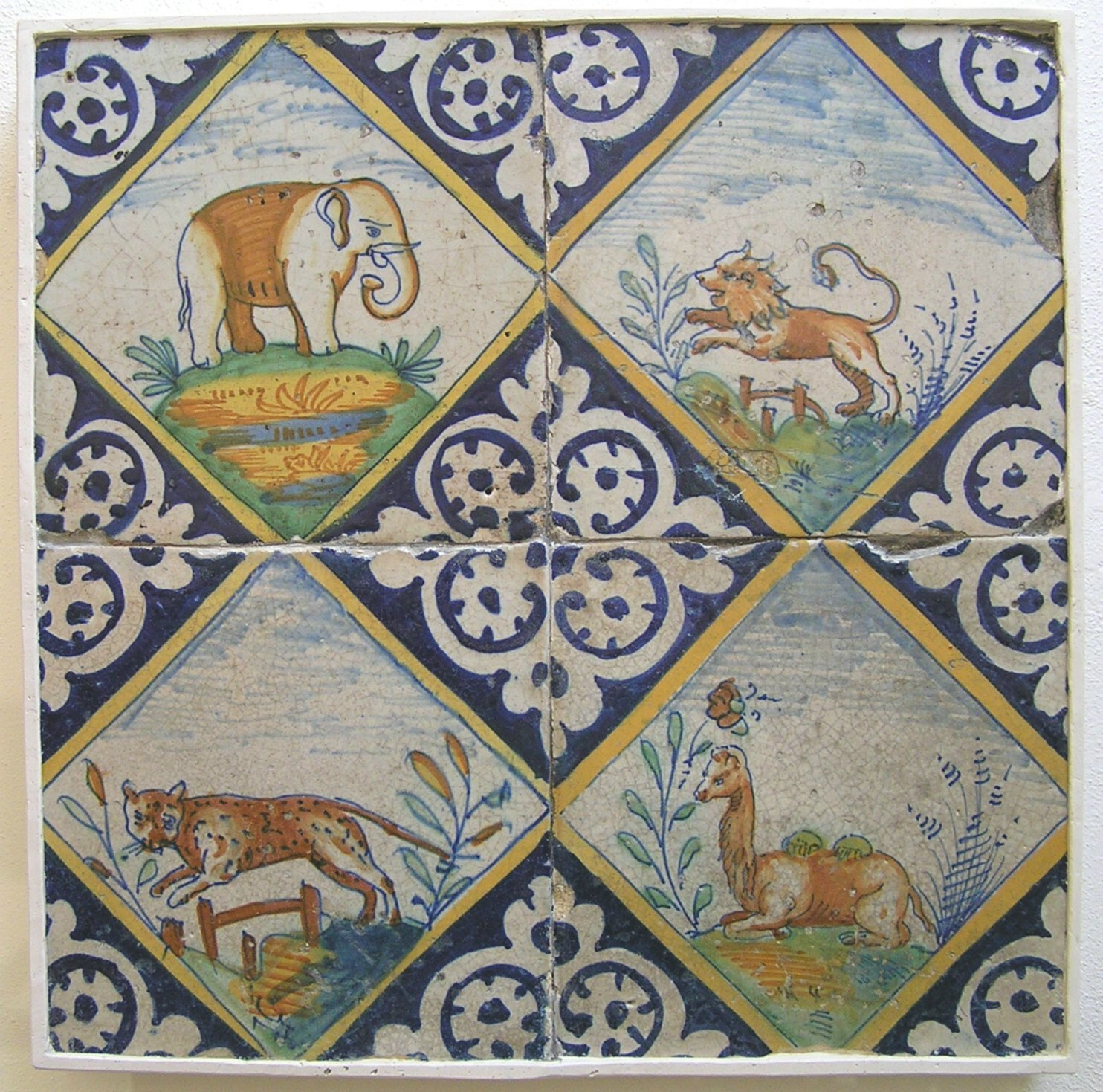
polychrome kwadraattegels, circa 1610

Als derde een veldje kwadraattegels, code Pluis A.04.01.02, circa 1610, waarvan in een wand de helft figuratief is en de rest gevuld met afbeeldingen van zoals hier dieren, maar ook heel andere onderwerpen zoals bloemen of portretten komen voor.

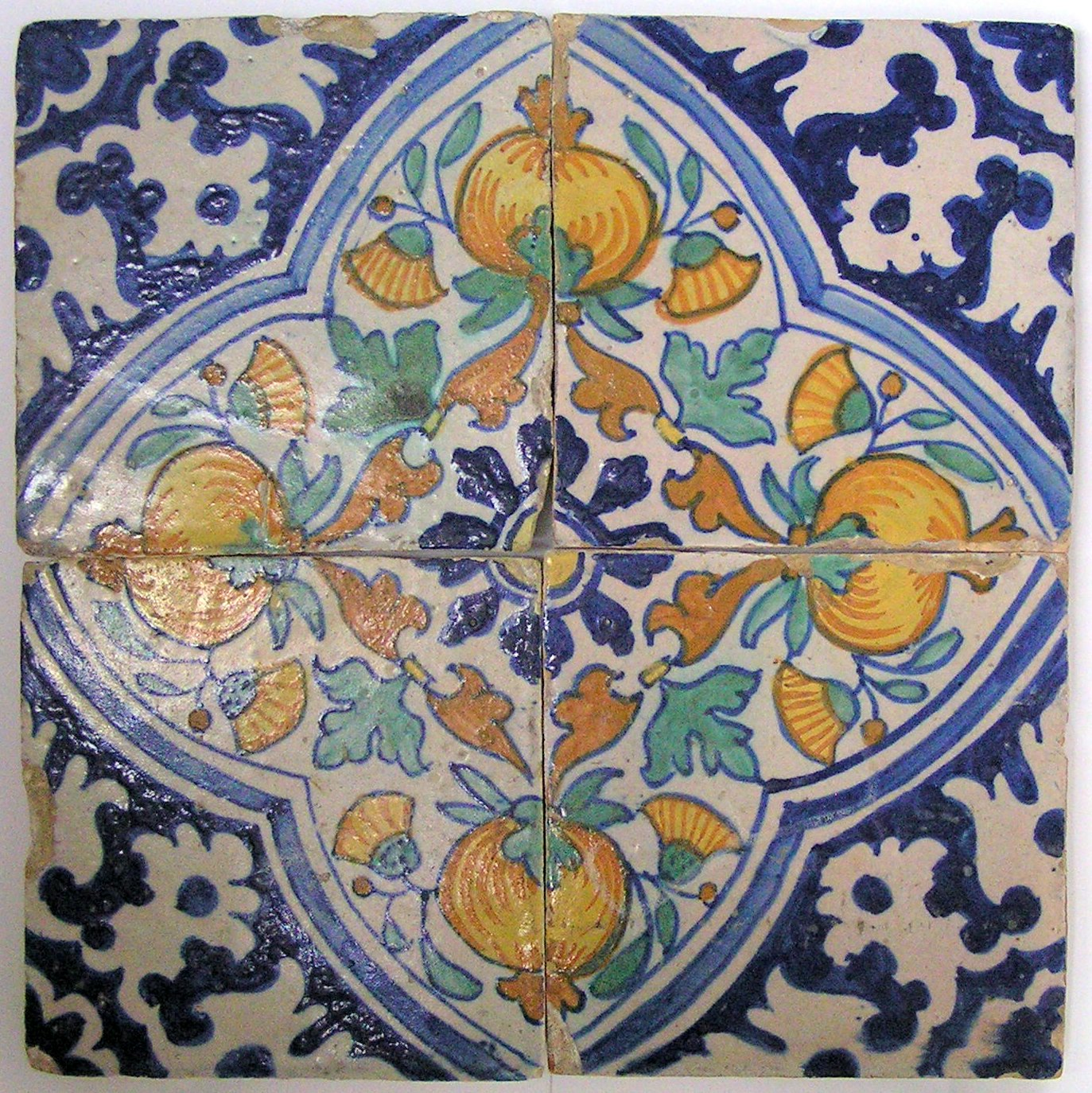
polychrome "Oranjeappellen", circa 1600 of iets later

Ten slotte als vierde een veldje gestileerde "Oranje"appels - destijds gespeld met een dubbele "l" en in wezen granaatappels - met figuratieve centrale elementen, code Pluis A.01.03.21, door hun groot formaat en dikte te rekenen rond 1600, mogelijk iets later.

## De Tachtigjarige Oorlog
In het vorige werd even met "Oranje"appels een stukje van de Nederlandse geschiedenis levend. Levendiger wordt die geschiedenis met de tegels met Spaanse soldaten en huurlingen. Daarvan worden er een aantal afgebeeld.
Als eerste een polychrome zogenaamde cirkeltegel met een voorstelling van een ruiter met lans, Pluis A.02.06.01. Het formaat is 143x143x20 mm, dus groter dan normaal en zeer dik, waardoor een zeer vroege productie, rond 1585, waarschijnlijk is. In de afbeelding is ook een mangaankleur verwerkt; er wordt wel gezegd, dat deze tamelijk zeldzame tegel in Noord-Nederland geproduceerd zou zijn, omdat in Antwerpen geen mangaan werd gebruikt. 

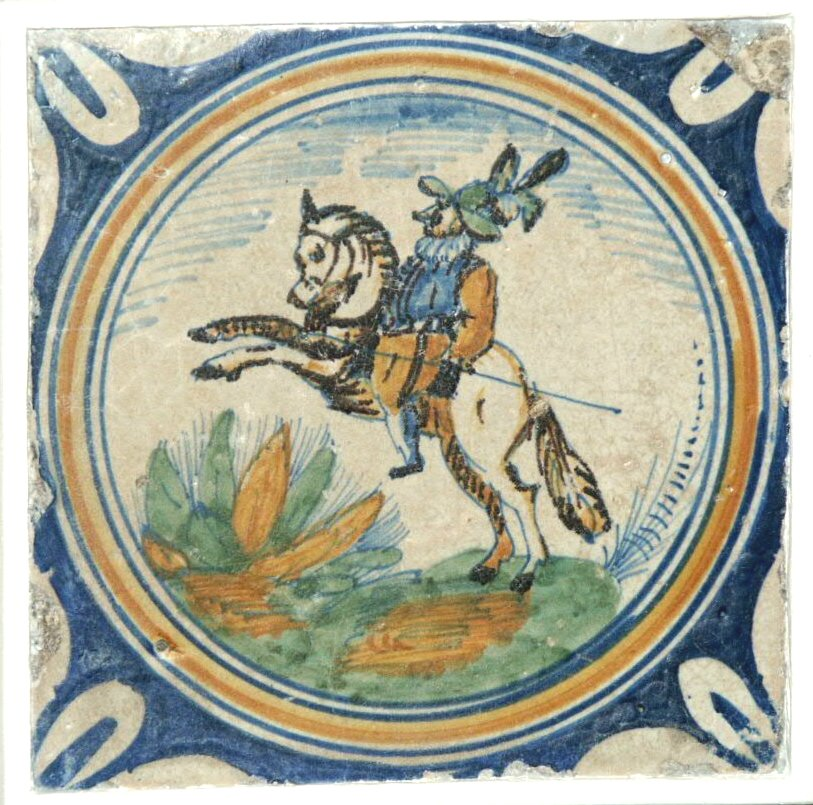
Grootformaat cirkeltegel met een ruiter, circa 1585

Overigens maakt de schetsmatige weergave van de ruiterfiguur het niet mogelijk te zeggen of het nu een Spanjaard, huurling of een edele uit het leger van de Prins is.
Als tweede een veldje met polychrome cirkeltegels van het gebruikelijke formaat, ook nog relatief dik, Pluis A.02.06.01, te dateren rond 1600. Op deze tegels zijn Spanjaarden afgebeeld en wel een vaandeldrager, een hellebaardier, een lansknecht en een haakbusschutter.

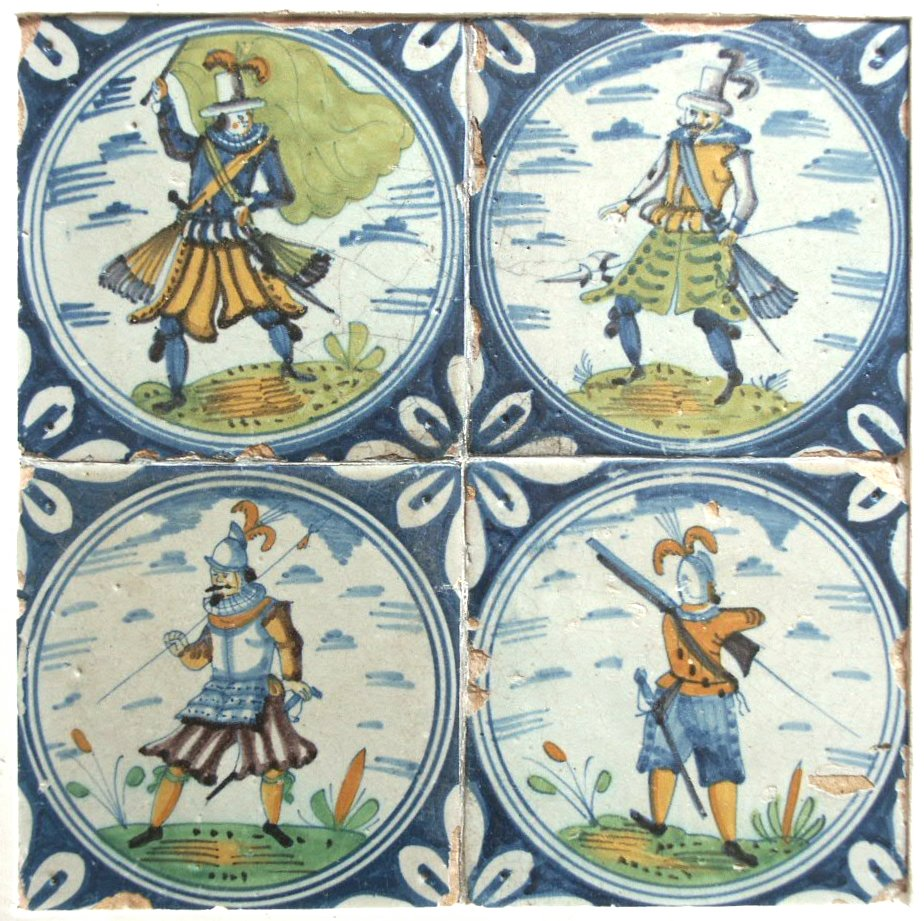
Cirkeltegels met Spaanse krijgslieden, circa 1600

Over de derde afbeelding valt meer te zeggen. Het betreft 9 blauwe tegels met krijgslieden naar tekeningen van Jacob van Gein. De tegels hebben een zwaar aangezette ossenkophoek en worden gedateerd rond 1620. Voor de weergave van de figuren komt Pluis A.02.06.04 in aanmerking met de notitie ossenkophoek Pluis C.07.00.01. 

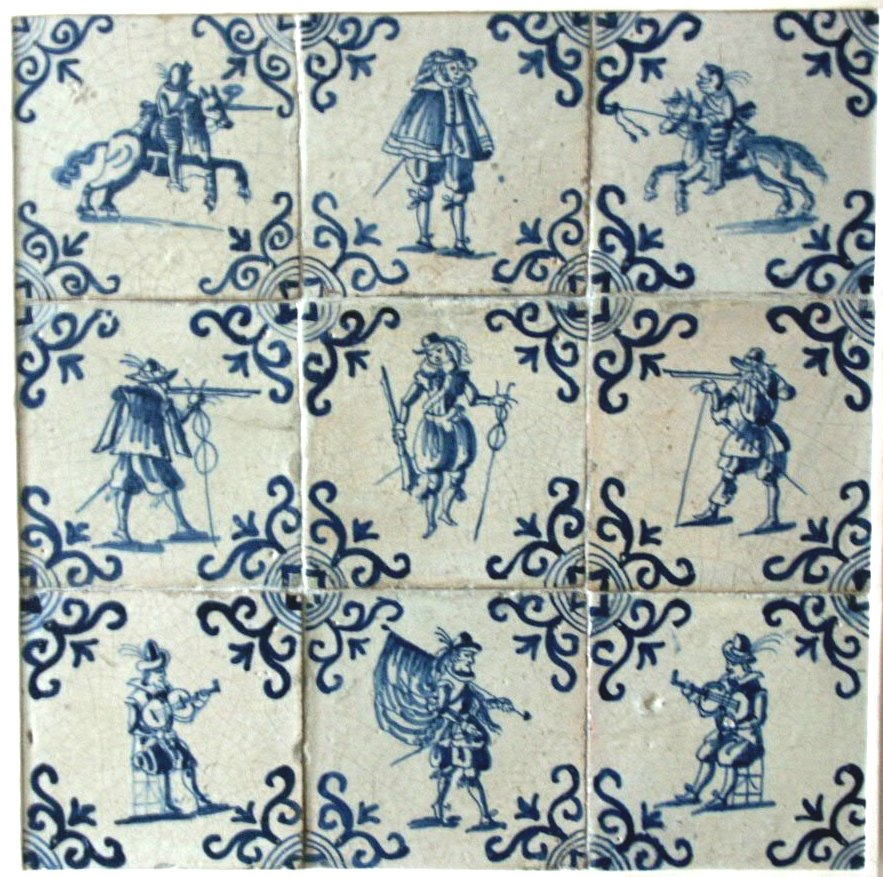
Het "leger" van Maurits naar tekeningen van Jacob van Gein, circa 1620

Naast een "chef", ruiters, haakbusschutters en een vaandeldrager zijn ook twee vedelaars als legermuzikant afgebeeld. Aangenomen mag worden dat hier het leger van prins Maurits wordt afgebeeld.
De twee volgende afbeeldingen, behorend tot een serie van 17 verschillende afbeeldingen met de benaming Saracenen, hebben niet rechtstreeks met de Tachtigjarige Oorlog te maken hoewel de sfeer van die edele Romeinen die door perfide (islamitische) boogschutters worden belaagd destijds in lijn zou kunnen zijn met het Hollandse gevoel tegenover de Spanjaarden. De datering ligt tussen 1600 en 1630, Pluis codeert deze tamelijk zeldzame tegels als A.02.06.10 en -.11.

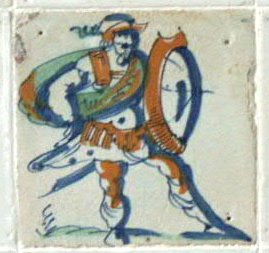
"Saracenen", een Romein

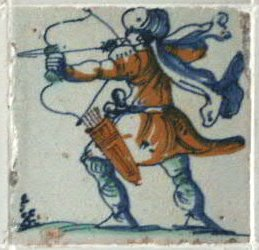
"Saracenen", een Saraceen

De volgende tegel dateren we tussen 1630 en 1650, Pluis A.02.06.03.

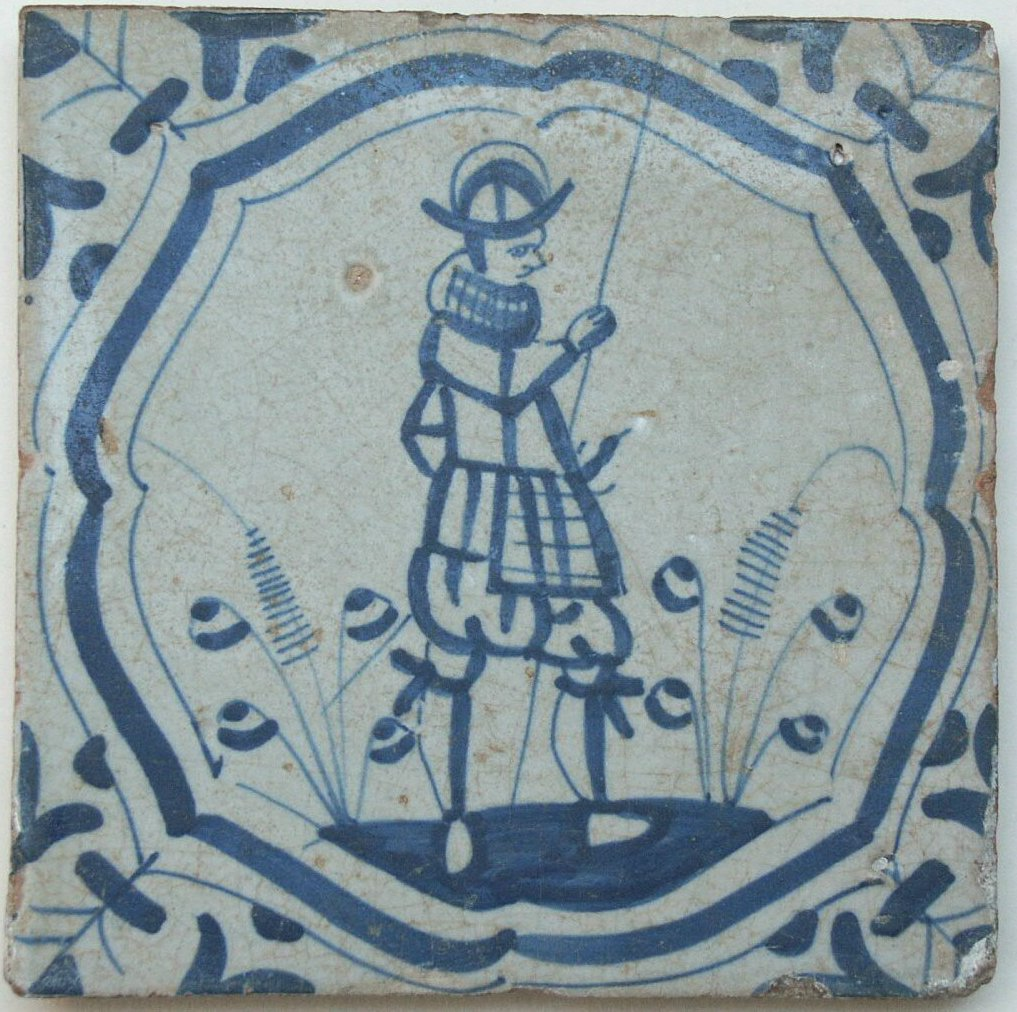
"Treurig kijkende Spanjaard"

De Tachtigjarige Oorlog is dan aan het aflopen, wellicht kijkt deze Spanjaard daarom zo treurig.
Wat actiever zijn de soldaten op de volgende vier tegels van hetzelfde type. Grappig is dat er "vuur" uit de loop van de haakbus komt.

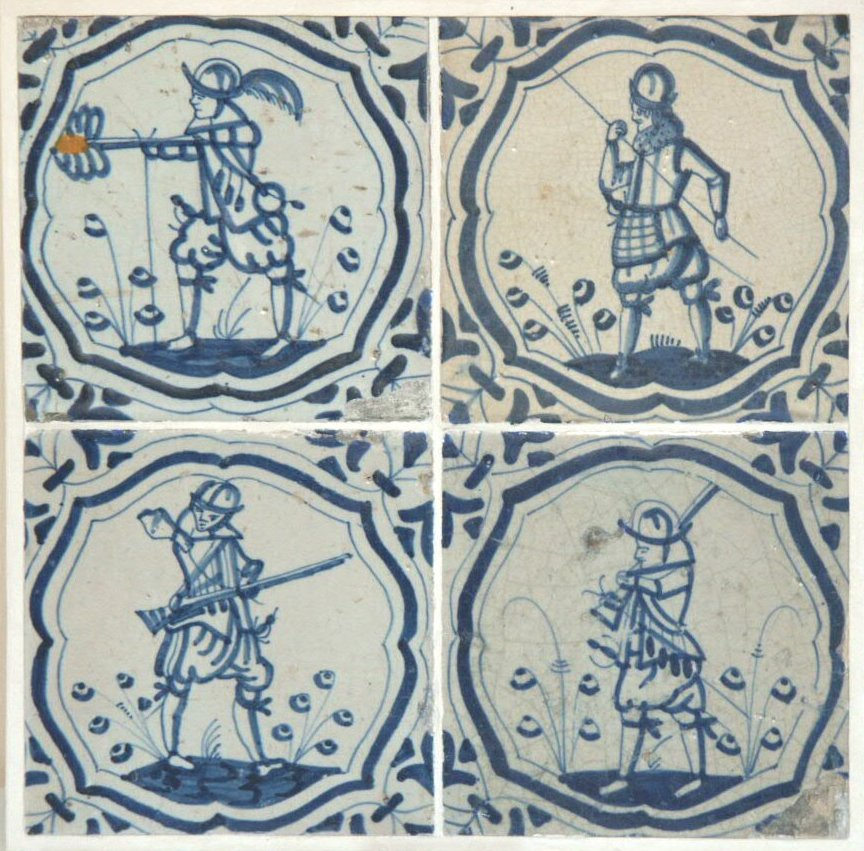
Spaanse krijgslieden

Op de volgende afbeelding vier krijgslieden te paard, Pluis A.02.07.03, te dateren op het eind van de Tachtigjarige Oorlog. Gevolgd door vergelijkbare tegels, maar met kleinere afbeeldingen en zonder hoekfiguren.

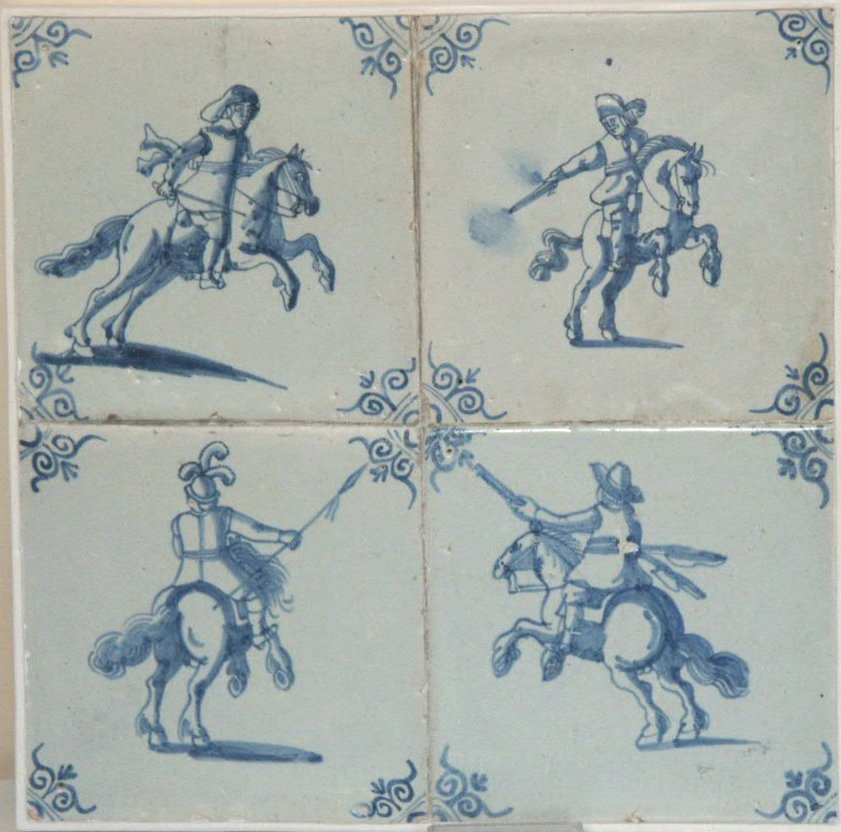
Wandtegels met grote ruiter en hoekfiguren

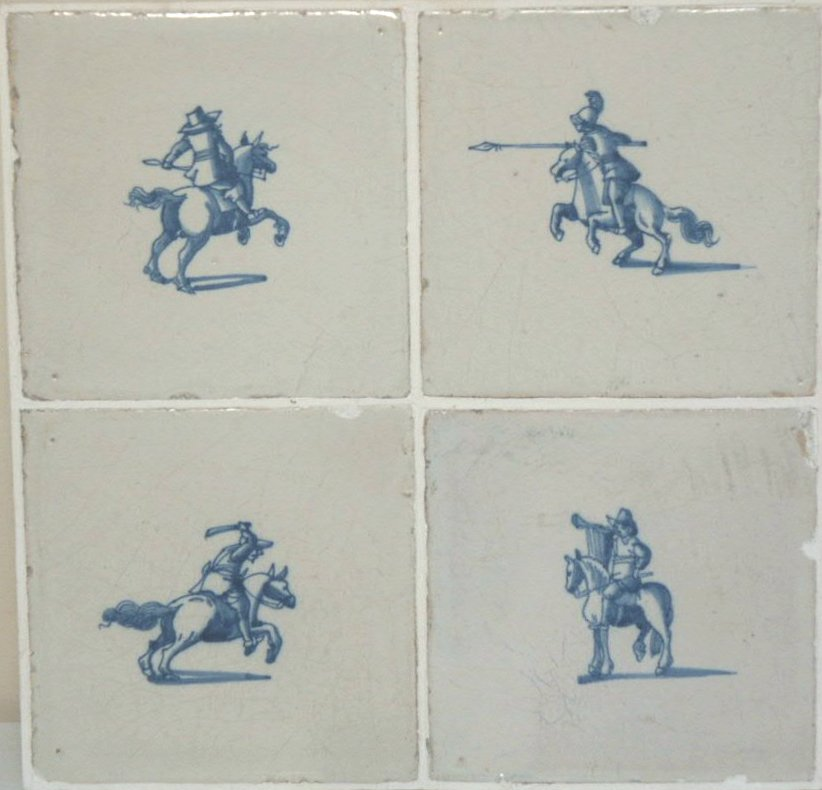
Wandtegels met kleine ruiter zonder hoekfiguren

Tot slot een tegel met een haakbusschutter, circa 1645, gezien hoeken en stijl te noteren als Pluis A.02.07.03. De schutter staat er lachend bij; de Tachtigjarige Oorlog is immers afgelopen en hij heeft het overleefd. Daarnaast een wat bleek geschilderde tegel, waarop we mogelijk zijn "chef" wat teleurgesteld zien weglopen.

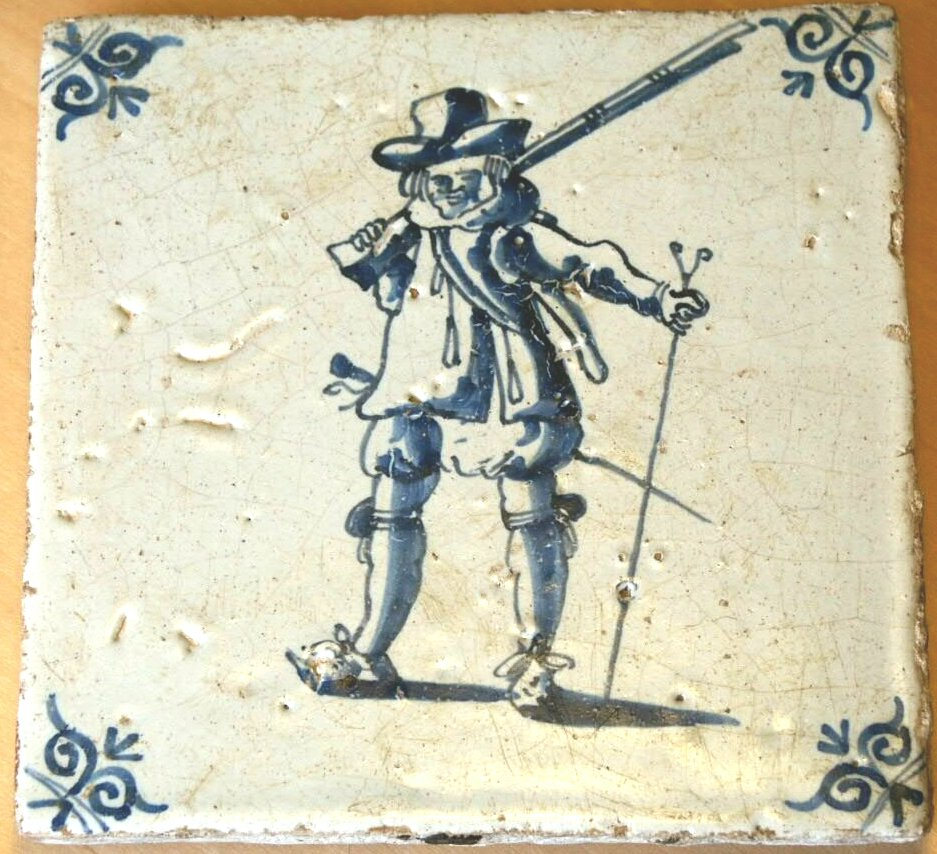
De lachende schutter

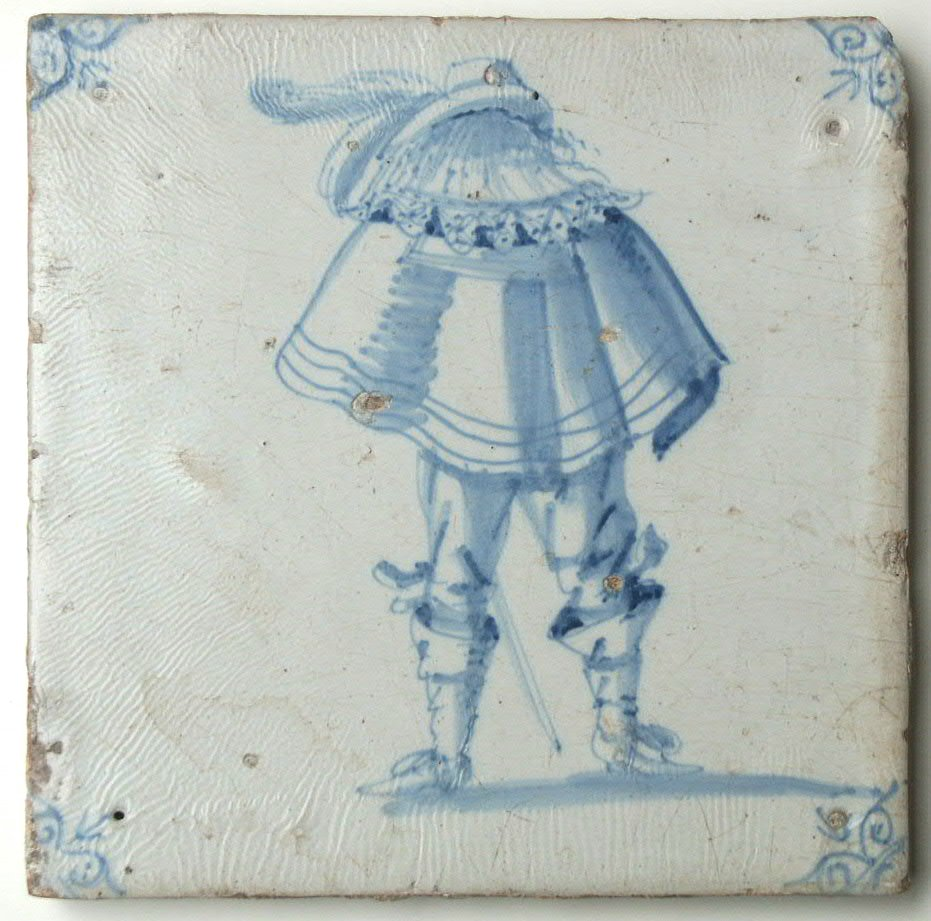
De sombere edelman